# آروغ‌زدن
آروغ یا باد گلو، گاز یا هوایی است که همراه با صدا از دهان خارج می‌شود.

## علت

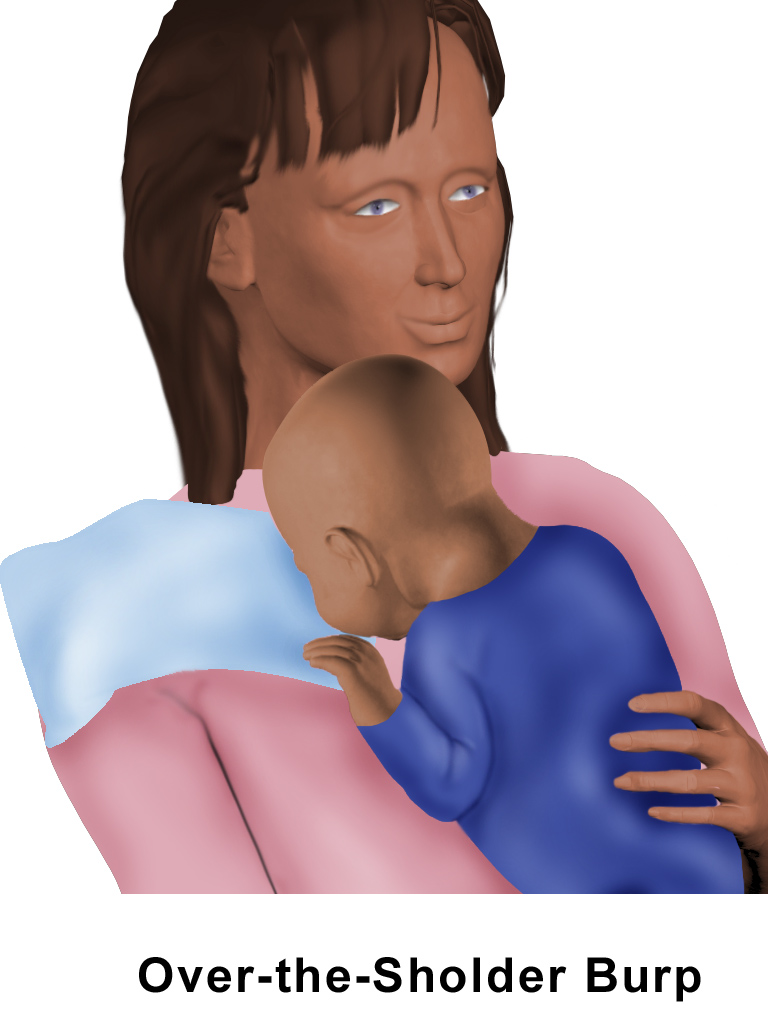
بِرپ کودک

علت آروغ زدن در بیشتر موارد به سبب ورود هوا به همراه غذا یا نوشیدنی به معده است.
- یکی از علت‌های بلع هوا عصبی شدن است. برخی به هنگام عصبی شدن هوا را بلع می‌کنند تا گلوی خشک شده خود را نرم کنند. برای رفع عصبانیت می‌توان از روش‌های دیگری مانند پیاده‌روی استفاده نمود.
- نوشابه گازدار نیز به علت داشتن هوای فشرده می‌تواند موجب آروغ زدن شود.
- هنگام جویدن آدامس نیز به خاطر تشکیل بزاق بیشتر و بلع بزاق هوا وارد معده می‌شود.
- نوشیدن مایعات با نی امکان خوردن هوا را زیاد می‌کند. بهتر است به جای نی از لیوان و فنجان استفاده نمود.
- غذاهای هوادار که بعد از پخت پف می‌کنند امکان آروغ زدن را زیاد می‌کنند.
- همچنین برخی افراد نسبت به برخی غذاها حساسیت دارند و با خوردن آن‌ها آروغ می‌زنند. برخی از شایع‌ترین این غذاها عبارتند از شیر، تخم‌مرغ، گندم، ذرت، سویا، بادام زمینی، مرکبات، کوکاکولا، تربچه و شکلات. می‌توانید غذاهایی که به آن‌ها حساسیت دارید را بیابید. در این صورت حتماً از حساسیت خود به این غذا مطمئن باشید تا یک منبع مفید را از غذاهای خود حذف نکنید.
- اسید معده در صورت زیاد بودن باعث زخم معده می‌شود و اگر کم باشد باعث کندی هضم غذا و آروغ زدن می‌شود. برای این کار می‌توان اسید معده را آزمایش نمود. با انجام آزمایش هایدلبرگ می‌توان اسید معده را اندازه‌گیری کرد. در صورت کمبود اسید معده می‌توان با تجویز پزشک از قرص اسید کلریدریک با تجویز پزشک استفاده نمود.[۱]

## دیدگاه فرهنگی نسبت به آروغ زدن
در برخی فرهنگ‌ها از جمله فرهنگ غربی، آروغ زدن در جمع را نوعی بی‌شخصیتی و بی‌فرهنگی تلقی می‌کنند؛ و از کسانی که با تأکید بیشتری صدای آروغ خود را خارج می‌کنند به عنوان بی‌ادب و لمپن یاد می‌شود.